# Bastard (Tyler, the Creator)
Bastard è l'album di debutto in studio del rapper statunitense Tyler, the Creator, pubblicato nel 2009. Tyler, ha successivamente annunciato una ristampa del disco attraverso Odd Future Records, idea successivamente scartata.

## Descrizione
L’album è stato autoprodotto dallo stesso Tyler con FL studio e registrato tra il 2006 e il 2009. Nel 2010 il disco è stato ripubblicato, con una strofa di Mike G sostituita a quella di BrandUn DeShay nella traccia Session.

## Tracce
1. Bastard – 6:09
2. Seven – 3:29
3. Odd Toddlers (featuring Casey Veggies) – 3:36
4. French! (featuring Hodgy Beats) – 4:03
5. Blow – 2:55
6. Pigs Fly (featuring Domo Genesis) – 3:35
7. Parade – 2:23
8. Slow It Down (featuring Hodgy Beats) – 3:08
9. AssMilk (featuring Earl Sweatshirt) – 3:40
10. VCR/Wheels – 3:28
11. Session (featuring Hodgy Beats & brandUn DeShay / Mike G) – 3:35
12. Sarah – 4:47
13. Jack and the Beanstalk – 3:51
14. Tina (featuring Jasper Dolphin & Taco) – 3:07
15. Inglorious – 4:05